# Le Retour (film, 2003)
Pour l’article homonyme, voir Le Retour.
Pour plus de détails, voir Fiche technique et Distribution.
Le Retour (titre original : Возвращение, Vozvrachtchenie) est un film russe réalisé par Andreï Zviaguintsev, sorti en 2003.

## Synopsis
Adolescents turbulents, Ivan et son grand frère Andreï n’ont jamais connu leur père. Après douze ans d’absence, ce dernier réapparaît soudainement. Les enfants n’ont de souvenir de lui qu’à travers une photographie. Pour restaurer les liens rompus, l’homme, taciturne et autoritaire, décide d’emmener durant quelques jours ses deux fils pour une partie de pêche. Tous trois commencent un long voyage en voiture sur les routes russes. Ce court séjour se transforme en longue virée vers une île abandonnée à la recherche d'une chose mystérieuse. Ivan, dit « la crevette », devient de plus en plus arrogant.

## Fiche technique
- Titre : Le Retour
- Titre original : Возвращение, Vozvrashcheniye
- Réalisation : Andreï Zviaguintsev
- Scénario : Vladimir Moiseenko, Alexandre Novototski
- Musique : Andreï Dergatchev
- Photographie : Mikhaïl Kritchman
- Son : Andreï Khoudiakov
- Production : Dmitriy Lesnevskiy
- Société de production : Ren Film
- Pays de production :  Russie
- Langue originale : russe
- Genre : drame
- Format : couleurs - 35 mm - 1,85:1 - Dolby Digital
- Durée : 1 h 46
- Dates de sortie :
  - Russie : 25 juin 2003
  - Canada : 11 septembre 2003 (Festival de Toronto)
  - France : 23 novembre 2003
  - Suisse : 23 novembre 2003 (Suisse francophone et italophone), 22 avril 2004 (Suisse germanophone)
  - Belgique : 31 décembre 2003
  - États-Unis : janvier 2004 (Festival de Sundance)

## Distribution
- Vladimir Garine : Andreï
- Ivan Dobronravov : Ivan
- Konstantin Lavronenko : le père
- Natalia Vdovina : la mère

## Production
Le jeune acteur Vladimir Garine est mort noyé accidentellement, près du lac qui servit de décor au film, un an après la fin du tournage, et la veille de la sortie du film en Russie.

## Distinctions
- Festival Listapad de Minsk 2003 : Listapad d'or
- Mostra de Venise 2003 : Lion d'or, Prix Luigi De Laurentiis, et Prix CinemAvvenire
- Prix SIGNIS
- Prix Sergio Trasatti
- Festival de Gijón 2003 : Prix des meilleurs acteurs (Ivan Dobronravov, Vladimir Garine et Konstantin Lavronenko)
- Aigle d'or 2003